# Triplogyna ignitula
Triplogyna ignitula là một loài nhện trong họ Linyphiidae.
Loài này thuộc chi Triplogyna. Triplogyna ignitula được Eugen von Keyserling miêu tả năm 1886.